# Air Belgium

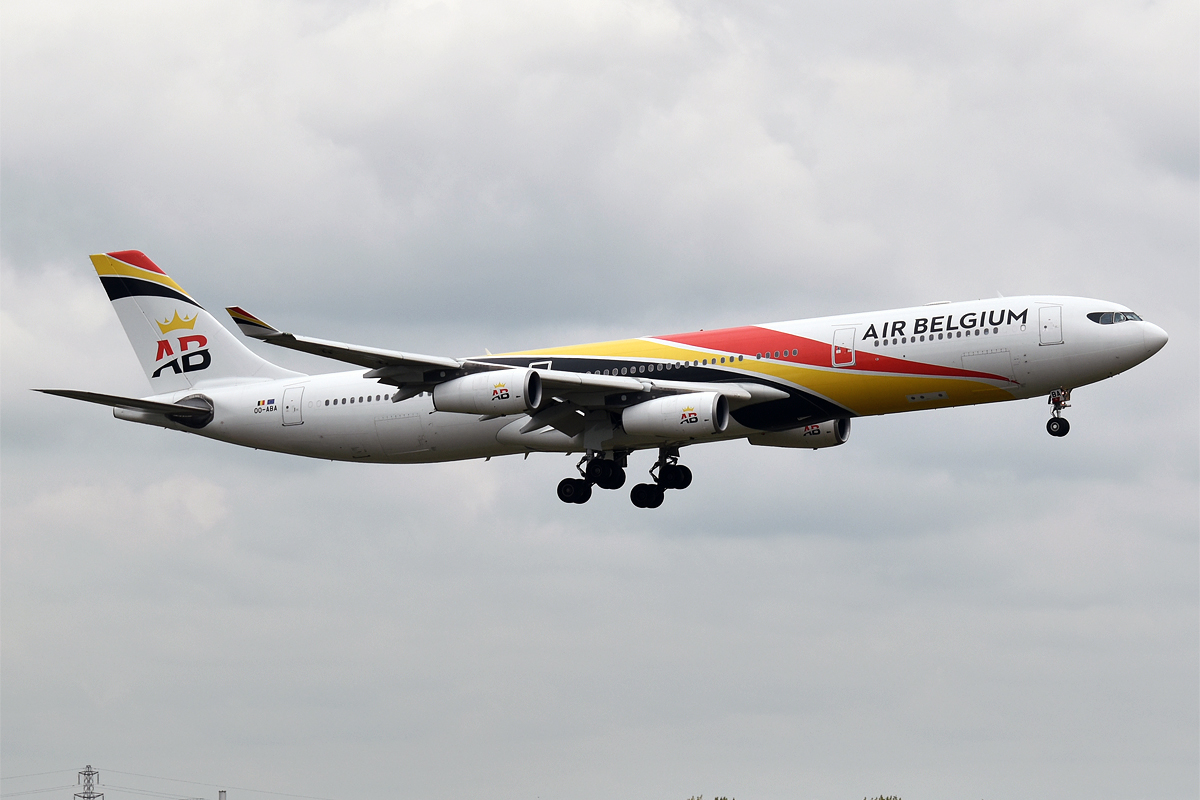
Airbus A340-313 авиакомпании Air Belgium

Air Belgium — бельгийская авиакомпания, базирующаяся в аэропорту Брюссель-Шарлеруа. Штаб-квартира расположена в Мон-Сен-Гибер.

## История
Летом 2016 года была основана авиакомпания «Air Belgium». Основатель и генеральный директор авиакомпании — Ники Терзакис, который ранее работал в ASL Airlines Belgium. Основная задача компании — связать Бельгию с в Гонконгом, Пекином, Шанхаем, Сианем, Уханем, Чжэнчжоу и Тайюанем.
Первый рейс из Брюсселя в Гонконг планировался на октябрь 2017 года, однако был отложен из-за отсутствия сертификата эксплуатанта.
В декабре 2017 года Air Belgium объявила, что первый рейс теперь должен состояться в марте 2018 года из брюссельского аэропорта Шарлеруа вместо аэропорта Брюсселя из-за более низких налогов и большей доступности; также было объявлено, что для пассажиров бизнес-класса и премиум-класса авиакомпания будет работать с нового специально выделенного терминала, который будет построен в представительском терминале, в то время как пассажиры эконом-класса будут пользоваться обычным терминалом.
14 марта 2018 года было объявлено, что авиакомпания получила сертификат эксплуатанта от управления гражданской авиации Бельгии и планирует начать выполнять регулярные рейсы с середины апреля.
29 марта 2018 года авиакомпания совершила регулярный рейс на Airbus A340-300 в ливрее Air Belgium от имени авиакомпании Surinam Airways из Амстердама в Парамарибо. 25 апреля 2018 года авиакомпания объявила о задержке выполнения своего первого рейса (в Гонконг) из-за отсутствия прав на полеты в воздушном пространстве России.
С момента начала деятельности авиакомпания начала осуществлять регулярное сообщение между Шарлеруа и Гонконгом. Кроме того, другой самолёт авиакомпании был предоставлен авиакомпании Air France для ежедневных рейсов между Парижем (аэропорт Шарль де Голль) и Либревилем в течение летнего сезона 2018 года.
21 сентября 2018 года авиакомпания объявила, что регулярные рейсы между Шарлеруа и Гонконгом будут приостановлены на зимний период (до марта 2019). Вместо этого авиакомпания сосредоточится на чартерных перевозках. За две недели до запланированной даты начала полётов в Гонконг авиакомпания сообщила о полном прекращении полётов по рейсу Брюссель-Шарлеруа — Гонконг и работе над запуском новых рейсов в Китай (в середине 2019 года) и в Америку (в конце 2019 — начале 2020 года).
16 июля 2019 года авиакомпания объявила о планах полетов в Форт-де-Франс и Пуэнт-а-Питр к декабрю 2019 года и дальнейших планах полётов в Киншасу и Майами.
30 января 2021 года Air Belgium объявила, что грузовые рейсы будут выполняться на четырёх самолетах Airbus A330-200F, базирующихся в аэропорту Льеж. Рейсы будут выполняться от имени французской транспортной компании CMA CGM, которая закупает самолёты и заключает контракт с Air Belgium на их полёты. 1 июля 2021 года Air Belgium заявила, что модернизирует свой авиапарк двумя новыми самолётами Airbus A330-900neo, на которых будет выполнять рейсы из аэропорта Брюсселя на Маврикий с 15 октября 2021.
В ноябре 2022 года Air Belgium объявила о необходимости рекапитализации, чтобы избежать банкротства после накопления серьёзных убытков. В течение того же года авиакомпания уже получила 19 миллионов евро от своих китайских миноритарных акционеров, которые уже были израсходованы, поскольку чартерный бизнес авиакомпании, будучи основным, не полностью восстановился после пандемии COVID-19. Впоследствии авиакомпания также объявила, что сократит и приостановит несколько пассажирских маршрутов. В январе 2023 года, Air Belgium объявила, что от частных инвесторов было получено достаточное финансирование для продолжения деятельности, в то время как дополнительной финансовой поддержки со стороны государства не было.
В сентябре 2023 года авиаперевозчик заявил, что выполнение всех регулярных пассажирских рейсов прекратиться 3 октября 2023 года, а авиапарк будет обслуживаться другими авиакомпаниями на основе мокрого лизинга.
В январе 2024 года стало известно, что Air Belgium значительно сократила штат сотрудников и планирует поэтапно отказаться от обоих своих самолётов Airbus A330-900 из-за продолжающихся проблем с двигателями.
19 сентября 2024 года объявлено, что Air Belgium подала заявку на судебную реорганизацию и планирует прекратить выполнение пассажирских рейсов к 3 октября. Грузовые полёты Air Belgium и авиакомпаний, взявших её самолёты в мокрый лизинг, продолжатся, а стоимость билетов на рейсы, запланированных после 3 октября, будет возвращена.

## Пункты назначений

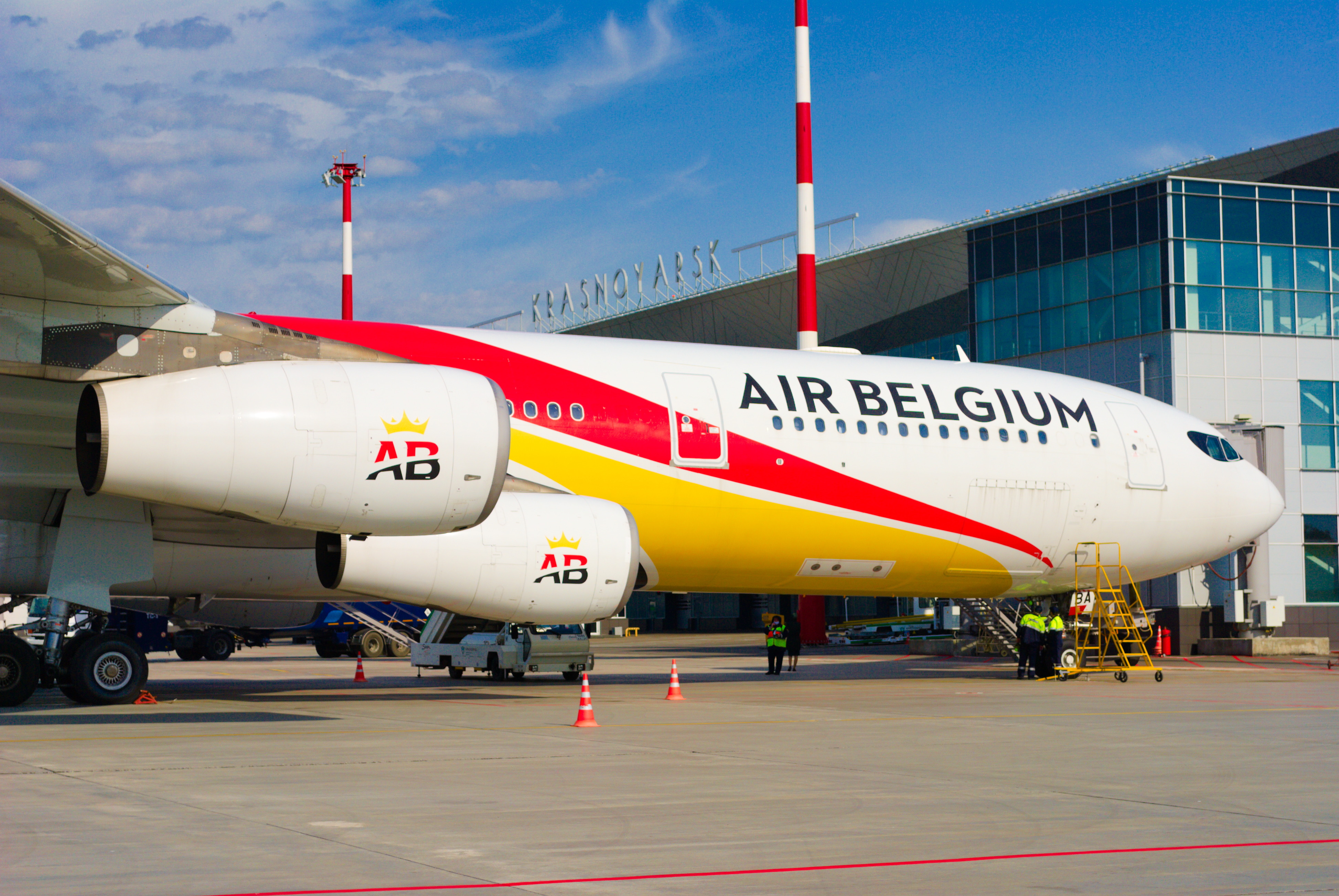
Airbus A340-313 авиакомпании Air Belgium в аэропорту Красноярска в 2020 году

| Страна                   | Город        | Аэропорт                                 | Примечания                                      | Источники |
| ------------------------ | ------------ | ---------------------------------------- | ----------------------------------------------- | --------- |
| Бельгия                  | Брюссель     | Аэропорт Брюссель                        |                                                 | [ 22 ]    |
| Бельгия                  | Шарлеруа     | Аэропорт Шарлеруа                        | Хаб                                             | [ 1 ]     |
| Кюрасао                  | Виллемстад   | Аэропорт Кюрасао                         |                                                 | [ 23 ]    |
| Доминиканская Республика | Пунта-Кана   | Аэропорт Пунта-Кана                      | Выполнение рейсов начнётся 15 декабря 2021 года | [ 24 ]    |
| Гваделупа                | Пуэнт-а-Питр | Аэропорт Пуант-А-Питр                    |                                                 | [ 25 ]    |
| Гонконг                  | Гонконг      | Аэропорт Гонконг                         | С марта 2019 года выполнение рейсов прекращено  | [ 26 ]    |
| Мартиника                | Фор-де-Франс | Аэропорт Мартиника Эме Сезер             |                                                 | [ 25 ]    |
| Маврикий                 | Плен Маньен  | Аэропорт имени сэра Сивусагура Рамгулама |                                                 | [ 22 ]    |

## Флот

### Пассажирский флот
| Тип                | Эксплуатируется | Заказано | Мест | Мест | Мест | Мест       | Примечания              |
| Тип                | Эксплуатируется | Заказано | B    | P    | E    | Всего мест | Примечания              |
| ------------------ | --------------- | -------- | ---- | ---- | ---- | ---------- | ----------------------- |
| Airbus A330-900neo | 1               | 1        | 30   | 21   | 235  | 286        | Поставки с 2021 года    |
| Airbus A340-300    | 2               | —        | 45   | —    | 212  | 257        | Бывшие самолёты Finnair |
| Airbus A340-300    | 1               | —        | 32   | 21   | 212  | 265        | Бывшие самолёты Finnair |

### Грузовой флот
| Тип              | Эксплуатируется | Заказано | Мест | Примечания                          |
| ---------------- | --------------- | -------- | ---- | ----------------------------------- |
| Airbus A330-200F | 4               | —        | —    | Эксплуатируются в интересах CMA CGM |
| Boeing 747-8F    | —               | 3        | —    | [ 29 ]                              |